# Xã Venango, Quận Erie, Pennsylvania
Xã Venango (tiếng Anh: Venango Township) là một xã thuộc quận Erie, tiểu bang Pennsylvania, Hoa Kỳ. Năm 2010, dân số của xã này là 2.297 người.